# Heinrich Meyers
Heinrich Meyers (* 17. November 1938 in Orsoy, Kreis Wesel; † 25. Dezember 2000 in Marienthal) war ein deutscher Politiker der CDU.

## Ausbildung und Beruf
Heinrich Meyers legte 1959 sein Abitur ab. Von 1959 bis 1961 schloss sich eine Volksschullehrerausbildung an der Pädagogischen Hochschule Essen-Kupferdreh an, die er mit dem 1. Staatsexamen abschloss. Ab 1961 war er Lehrer an der einklassigen Volksschule Marienthal (Amt Schermbeck). 1965 legte er das 2. Staatsexamen ab. Ab 1972 bis zu deren Schließung 1990 war Heinrich Meyers Rektor an der Hauptschule Brünen, der damaligen Gemeinde Hamminkeln.

## Politik
Heinrich Meyers war ab 1967 Mitglied der CDU. Er war von 1991 bis 1997 Vorsitzender des CDU-Kreisverbandes Wesel, außerdem von 1985 bis 1990 Mitglied des Bezirksplanungsrates beim Regierungspräsident Düsseldorf. Mitglied des Rates der Gemeinde Brünen (1975 zu Hamminkeln eingemeindet) war er von 1969 bis 1975, 1975 bis 1999 der Stadt Hamminkeln. Er fungierte jeweils dort bis 1980 als CDU-Fraktionsvorsitzender. 1979 wurde er Bürgermeister und von Oktober 1999 bis Dezember 2000 hauptamtlicher Bürgermeister der Stadt Hamminkeln. Außerdem war Meyers stellvertretender Vorsitzender des Verwaltungsrates der Verbandssparkasse Wesel.
Heinrich Meyers war vom 31. Mai 1990 bis 30. September 1999 Mitglied des Landtags von Nordrhein-Westfalen. Er war Mitglied des 11. Landtags, in den er über die Landesliste einzog. Weiter war er direkt gewähltes Mitglied des 12. Landtags für den Wahlkreis 063 Wesel II, aus dem er am 30. September 1999 vorzeitig ausschied. Seine Schwerpunkte als Abgeordneter lagen vor allem bei der Kommunal- und Bildungspolitik.
Im Jahr 2002 wurden im Rahmen der 20-jährigen Städtepartnerschaft von Hamminkeln und Sedgefield (County Durham) die inzwischen aufgelöste Haupt- und Realschule von Hamminkeln in  Heinrich-Meyers-Gemeinschafts-Hauptschule bzw. Heinrich-Meyers-Realschule umbenannt. Zudem wurde ihm posthum die Ehrenbürgerschaft der Stadt Sedgefield verliehen.